# Paraliostola
Paraliostola is een kevergeslacht uit de familie van de boktorren (Cerambycidae). De wetenschappelijke naam van het geslacht werd voor het eerst geldig gepubliceerd in 1991 door Tavakilian & Monné.

## Soorten
Paraliostola omvat de volgende soorten:
- Paraliostola durantoni Tavakilian & Monné, 1991
- Paraliostola nigramacula Martins & Galileo, 2010